# Scalpellum ornatum
Scalpellum ornatum är en kräftdjursart som först beskrevs av Gray 1848.  Scalpellum ornatum ingår i släktet Scalpellum och familjen Scalpellidae. Inga underarter finns listade i Catalogue of Life.